# Gerhard Balder

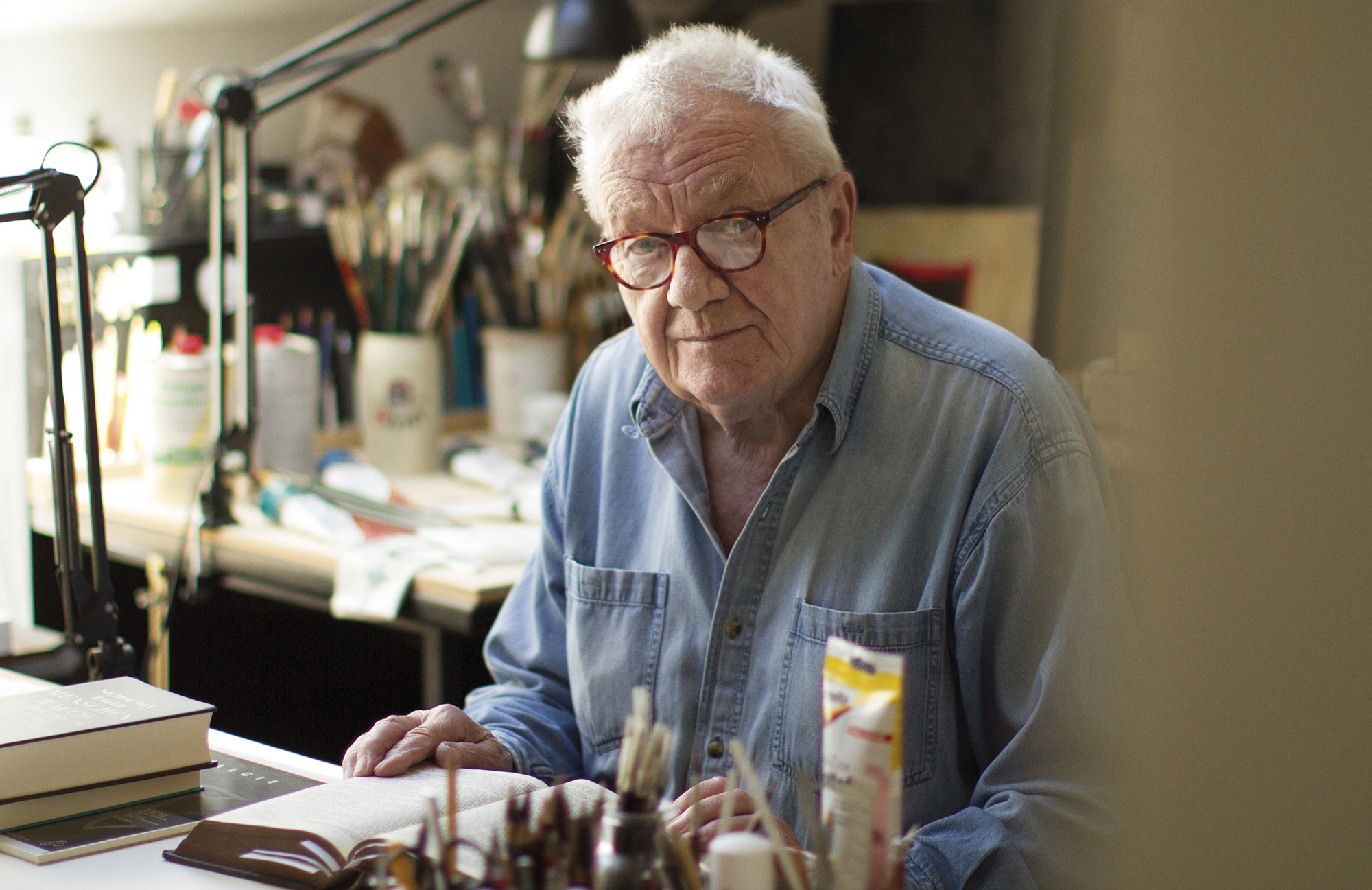
Gerhard Balder im Atelier, 2017

Gerhard Balder (* 1. Oktober 1937 in Linz) ist ein österreichischer freiberuflicher Designer, Grafiker, Karikaturist und Maler.

## Leben und Wirken
Balder erlernte den Beruf des Optikers und Goldschmiedes bei seiner Großmutter in Wels.
Der Künstler lebt und arbeitet in Pucking. Er war etwa zwanzig Jahre freiberuflich als Brillen-Designer für Silhouette in Linz tätig.
Er illustrierte ein Werk von Herbert Erhart, Michaela Baumgartner und mehrere Werke von Hans Dieter Mairinger. Einzelne Werke wurden für die Kunstsammlung des Landes Oberösterreich angekauft. Seit 1989 ist er stellvertretender Präsident der Zülow Gruppe.
Im Jahr 2005 wurde er mit der Kulturmedaille der Stadt Linz ausgezeichnet.
Aus seiner Feder stammen der Büffel/Stier von Banner Batterien bzw. das Logo von Poloplast.

## Publikationen
Mit Herbert Erhart:
- Stoffel: eine Chemiegeschichte, Linz 1994

Mit Michaela Baumgartner:
- Anais Königin des Lichts, Eine Reise in die geheimnisvolle Welt der Aloe Vera, Wien 2004

Mit Hans Dieter-Mairinger:
- Rotzbuam und Lausmentscha: Schuigschichtn in Lyrik und Prosa, Wilhering 2011
- Schneewitchen & andere Märchen der Gebrüder Grimm in Mundart, Wilhering 2012
- Mairingers Wendebuch: Heiteres Doktorarium/Heiteres Medizinarium: Götter in Weiß sind auch nur Menschen/Lachen ist die beste Medizin, Wilhering 2015
- Heiteres Geometrikum – Auch ein Quadratschädl ist ein Mensch: Heiteres Astronomium – Vom Sterngucken bis Sternschnuppen, Wilhering 2016

## Einzelwerke
Zeichnungen

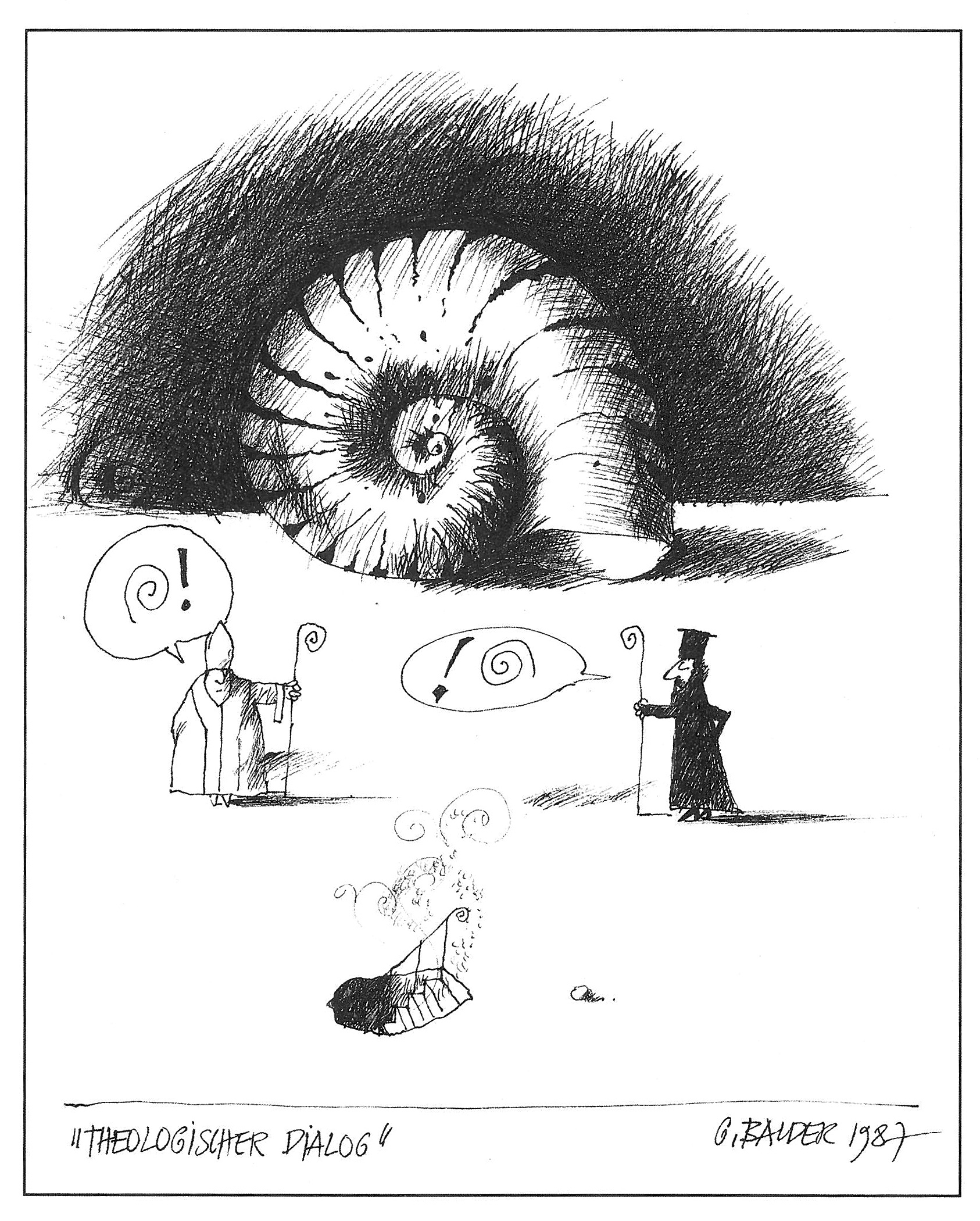
Theologischer Dialog, Federzeichnung, 1987

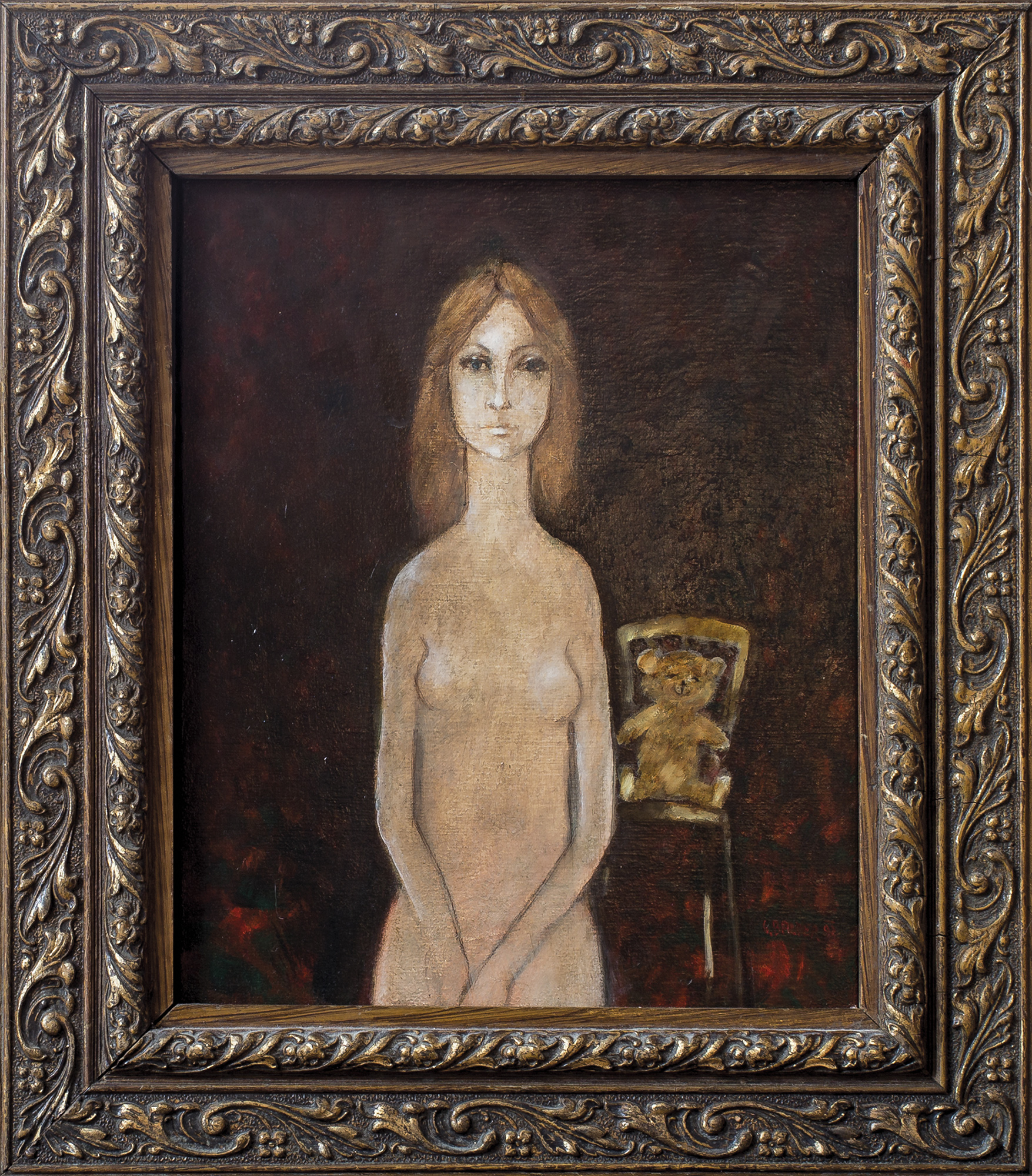
Besuch im Atelier, Öl auf Leinwand, 1985

- Große schwebende Schnecke, Tuschzeichnung auf Papier, 1984
- Besuch im Atelier, Öl auf Leinwand, 1985
- Roter Nautilus, Öl auf Leinwand, 1995
- Navigation, Öl auf Leinwand, 1998
- Beflaggte Stadt, Öl auf Leinwand, kaschiert auf Platte, 2014
- Fernsehabend, Öl auf Leinwand, 2014

Gemälde
- Erinnerung an Florenz, Aquarell, 1975
- Schach, Mischtechnik, 1979
- Der Maestro entfleucht, Federzeichnung, 1986
- Die Entwicklung der stapelfähigen Schnecke, Tuschzeichnung auf Papier, 1987
- Theologischer Dialog, Federzeichnung, 1987
- Ohne Titel, Grafik Druck, 1990

Sonstige
- Ikarus Fabelwelt, o. J.

## Einzelausstellungen
- noch einmal, (neue Arbeiten) Bleistift, Farbstift, Tuschfeder & Pinsel, Linz 2015
- Pasticcio, Linz 2012
- Mit Bleistift, Farbstift, Tuschfeder und Pinsel, Linz 2010
- Malerei und Grafik, Linz 2007
- Bilder, gemalt und gezeichnet, Linz 2002

Weitere Ausstellungsorte waren Genf, Basel, Boston und Kiew.